# Elena Bonelli
Elena Bonelli (Roma, 16 marzo 1958) è un'attrice e cantante italiana.

## Biografia
Laureata in Lingue e culture straniere con indirizzo teatrale all'Università La Sapienza di Roma, Elena Bonelli ha seguito il laboratorio teatrale diretto da Gigi Proietti e frequentato l'Accademia Sharoff, nonché i corsi dell'Actor's Studio a New York.
Il suo esordio in tv è nel 1982 con i registi Enzo Trapani e Antonello Falqui; il debutto in teatro arriva un anno dopo, con Roberto De Simone.
Liza, l'inesauribile voglia di essere, per la regia di Massimo Cinque, è il suo primo musical. Nel 1996 porta in scena La Douce France di Juliette Gréco, la storia delle caves parigine attraverso il racconto di vita della musa dell'esistenzialismo francese, per la regia di Gianni Borgna. Tre anni dopo raccoglie le canzoni dell'opera teatrale da lei interpretata in un album e un CD.
Elena Bonelli rappresenta l'Italia con il concerto di canzoni napoletane Napoli Mediterranea al Palazzo dell'ONU di New York nel settembre 2000, in occasione dell'apertura dell'Assemblea Straordinaria del Millennio.
Nel gennaio 2001 è distribuito il film Napoli. Na! per la regia di Gigi Oliviero che la vede protagonista, docufilm che narra la storia della canzone napoletana dal '200 ad oggi. Bonelli ha cantato nei teatri di guerra a favore della pace in Kosovo, in Pakistan e a Kabul per il concerto di Natale 2002.
Come attrice ha preso parte alla terza serie di Orgoglio nel ruolo di Ivone, trasmessa su Rai Uno.
Per due anni consecutivi, 2003 e 2004, si esibisce al Columbus Day di New York. Torna a esibirsi al Columbus Day nel 2008 e 2013.

### L'Inno di Mameli
Ancora nel 2000 ha ideato, progettato e proposto il progetto di rilancio dell'Inno Nazionale al Presidente della Repubblica Carlo Azeglio Ciampi, che ha accolto la sua proposta conferendole un riconoscimento in diretta televisiva e l'alto patronato della Presidenza della Repubblica. Il progetto comprende inoltre un cd con sette versioni dell'Inno di Mameli distribuito il 2 giugno 2002, in occasione della Festa della Repubblica Italiana, dal Corriere della Sera. Sempre nel 2002 si esibisce col Canto degli italiani durante i Mondiali di Calcio in Corea in mondovisione.

### Roma in the World
Nel 2005, dal sodalizio con Carlo Lizzani, Sergio Bardotti e Pippo Caruso, nasce Roma in the World, progetto per il rilancio della canzone romana in Italia e nel mondo. Il progetto ripropone la tradizione della canzone romana, dandole una veste sinfonica e facendola entrare nei templi della musica classica di tutto il mondo. Ha debuttato a Budapest, poi a Roma e per 9 anni ha toccato teatri nei 5 continenti fino alla Carnegie Hall di New York, per un totale di oltre 130 concerti. Il Progetto di rilancio della Canzone Romana nel mondo include: Tanto pe’ cantà - Lazio è musica, docufilm con Elena Bonelli, diretto da Carlo Lizzani e Tanto pe‘ cantà, Canzoni Romane, album con Elena Bonelli e l'Orchestra Sinfonica di Roma e del Lazio, diretta dal M° Pippo Caruso, edito e distribuito da Rai Trade e Ministero degli Affari Esteri.

### Premi e Lectio Magistralis
Nel 2007 la Presidenza della Repubblica le conferisce la Targa d'argento del Presidente Giorgio Napolitano.
Nel 2009 si dedica alla produzione della sua opera prima A sud di New York, un film commedia musicale generazionale, ottenendo il finanziamento del Ministero dei Beni e le Attività culturali, distribuito nelle sale italiane nell'aprile 2011.
Nel 2012 omaggia due icone della romanità quali Gabriella Ferri e Anna Magnani, con uno spettacolo dal titolo Elena, Nannarella e Gabriella per la regia di Maria Teresa Elena, che ha debuttato il 28 aprile al Teatro Parioli a Roma.
Ancora nel 2012 Bonelli viene incaricata dal Ministero degli Affari Esteri di rappresentare l'Italia all'EXPO Internazionale di Yeosu in Corea del Sud tenendo un concerto di canzoni romane e napoletane, dal titolo «Roma celebra Napoli-Songs from Italy».
Nel 2015 Bonelli viene chiamata dalla Libera università internazionale degli studi sociali Guido Carli (Luiss) di Roma a tenere lezioni sulla storia della canzone romana come docente per il Master of music in seguito a un ciclo di Lectio Magistralis iniziato proprio alla LUISS il 1º ottobre 2014 e riproposto negli Istituti di Cultura Italiani nel mondo come l’istituto Italiano di Cultura di Tokio in Giappone, Pechino e Chongqing in Cina e nelle Università del mondo da Tor Vergata di Roma, fino in Angola, Georgia e in Florida nel dicembre 2016.

### Dallo Stornello al Rap
Sempre nel 2015 Bonelli lancia il progetto Dallo Stornello al Rap,  per unire la tradizione musicale dello stornello romano alla nuova generazione del rap. Bonelli è tiene lezioni in varie università romane, ed estere, oltre che in teatri e istituti italiani di cultura. La manifestazione ha lanciato artisti come Cranio Randagio, Emilio Stella(1ª edizione), Lontano da qui, Rasmo e Mirkoeilcane (2ª edizione), Simone Gamberi (3ª edizione) ed è servita a riportare l'attenzione sulla canzone romana, che dal rischio di sparizione è tornata fino al palco di Sanremo con l'esibizione di Luca Barbarossa in Passame er sale. A riconoscimento della sua carriera e del suo impegno nel divulgare e riportare all'attenzione dei giovani la canzone romana la RAI le ha dedicato il film documentario Elena Bonelli La voce di Roma visibile su Rai Play. 

## Filmografia

### Cinema
- "FF.SS." - Cioè: "...che mi hai portato a fare sopra a Posillipo se non mi vuoi più bene?", regia di Renzo Arbore (1983)
- Ordinaria sopravvivenza, regia di Gianni Leacche (1991)
- Touch and Die , regia di Piernico Solinas (1992)
- Biuti Quin Olivia, regia di Federica Martino (2002)
- Tanto pe’ Cantà (Lazio è Musica), regia di Carlo Lizzani (2005)
- A sud di New York, regia di Elena Bonelli (2010)
- Napoli. Na!, regia di Gigi Oliviero (2015)

### Televisione
- Come Alice , regia di Antonello Falqui (1982)
- Attore amore mio, regia di Antonello Falqui (1982)
- Due di tutto, regia di Enzo Trapani (1983)
- Investigatori d'Italia, regia di Paolo Poeti – miniserie TV (1987)
- Crème Caramel - Canale 5, regia di Pier Francesco Pingitore (1991)
- Saluti e baci - Canale 5, regia di Pier Francesco Pingitore (1993)
- Giochi in Telecamera, regia di Nanni Loy
- Se un giorno busserai alla mia porta, Rai Uno, regia di Luigi Perelli (1987)
- La piovra 6 - L'ultimo segreto , regia di Luigi Perelli (1992)
- Lui e lei - Rai Uno, regia di Luciano Mannuzzi (1998)
- Vivere - Canale 5, di Cristiana Farina e Lorenzo Favella (1999)
- L'amore oltre la vita - Rai Uno, regia di Mario Caiano (1999)
- Orgoglio - Rai Uno, regia di Giorgio Serafini e Vincenzo Verdecchi (2006)
- Elena Bonelli - La voce di Roma - Rai Tre e ora su Rai Play, regia di Francesco Castellani (2023)

## Teatrografia parziale
- La Lucilla Costante , regia di Roberto De Simone (1983)
- La Locandiera, regia di Massimo Randone (1983)
- Oreste , regia di Luigi Squarzina (1984)
- Antonio e Cleopatra , regia di Giancarlo Cobelli (1985)
- Lo Marito Scornato , regia di Tato Russo (1986)
- Promessi Sposi un Musical, regia di Massimo Cinque (1991)
- Liza!!? Napoli - New York andata e ritorno, regia di Massimo Cinque (1992)
- Giulia, una notte straordinaria, regia di Giovanni Zito (1995)
- La Douce France di Juliette Gréco, regia di Mario Moretti (1996)
- La Douce France di Juliette Gréco, II edizione, regia di Claudio Boccaccini (1997)
- La Douce France di Juliette Gréco, III edizione, regia di Gianni Brogna (1998)
- Napoli mediterranea, regia di Enrico Maria Lamanna (2000)
- Roma , regia di Carlo Lizzani (2005)
- Elena, Nannarella e Gabriella – Roma celebra Napoli , regia di Maria Teresa Elena (2012)
- Roma is Music , regia di Gino Landi (2015)
- Elena Bonelli interpreta Brecht , regia di Patrick Rossi Gastaldi (2015)
- Elena Bonelli interpreta Brecht, II edizione, regia di Marco Mattolini (2017)
- Magnani Ferri - Vite da Romanzo, regia di Stefano Reali (2018)
- Roma, Io Ti Racconto E Canto, a cura di Alvia Reale (2021)

## Regia
- A sud di New York (2010)

## Sceneggiatura
- Nerone
- Arlecchino Traditor Perseguitato
- Giulia, Una Notte Straordinaria, regia di Giacomo Zito
- La Douce France di Juliette Gréco, regia di Mario Moretti, Claudio Boccaccini, Gianni Brogna
- Napoli - New York, Andata e Ritorno, regia di Enrico Maria Lamanna
- Tanto pe’ Cantà (Lazio è Musica), regia di Carlo Lizzani (2005)
- A sud di New York, regia di Elena Bonelli (2010)
- Elena, Nannarella e Gabriella – Roma celebra Napoli , regia di Maria Teresa Elena (2012)
- Napoli. Na!, regia di Gigi Oliviero (2015)

## Radio
- Ribalta Aperta (1985)
- Cantitalia (1986)
- Da Sabato a Sabato (1986)
- Varietà, varietà (1987)
- Il Guastafeste (1988)
- Via Asiago Tenda (1988)
- Eccezionalmente Estate (1989)
- Giallo Sera (1990)
- Dabadambam Bam (1990)
- Dal Loro Punto Di Vista (1991)
- Italiani Dal Mondo (1996)
- Radio Clips Fantastico Cinema e Natura (1997)
- La Notte dei Misteri (1998)
- Radio West, stazione radio del contingente della KFOR in Kosovo (1998)
- Strada Facendo (1999)
- Fratelli d'Italia (1999)
- Italiani all'Estero (2000)
- Due di Notte (2002)
- La Mezzanotte di Radio Due

## Discografia
- La Douce France di Juliette Gréco (1999)
- Inno di Mameli (2002)
- Napoli Nà (2003)
- Tanto pe’ cantà. Canzoni romane (2006)
- Juliette Gréco (2010)
- A sud di New York (2010)
- Canzoni Romane EP (2022)

## Libri
- Dallo Stornello Al Rap, Roma, Arcana Edizioni, 2019.
- La Canzone Romana, Roma, Newton Compton Editori, 2021.
- Io Gabriella Ferri, Roma, Arcana Edizioni, 2024.

## Premi
- Premio Donna Roma (1993)
- Premio del Bicentenario Goldoniano (1993)
- Carter Roma (1999)
- Premio Roma - New York (2000)
- Colosseo d'Oro (2002)
- Riconoscimento della provincia d'Agrigento per l'Inno Nazionale (2002)
- Riconoscimento del Presidente della Repubblica Carlo Azeglio Ciampi per il canto dell'Inno Nazionale (2002)
- Premio Internazionale alla Carriera Cultura di Ieri e Oggi (2003)
- Premio Margutta (2003)
- Premio di Palestrina alla Voce Ambasciatrice dell'Italia nel Mondo (2003)
- Premio Simpatia dal sindaco Walter Veltroni (2004)
- Premio Internazionale Bonifacio VIII (2004)
- Premio Oltre Lo Spettacolo (2004)
- Premio Internazionale Miami (2005)
- Premio R.O.S.A. (2006)
- Targa d'Argento dal Presidente della Repubblica Giorgio Napolitano (2007)
- Premio Ettore Petrolini (2008)
- Marforio d'Oro (2008)
- Premio Personalità Europea (2012)
- Premio Internazionale Cartagine (2012)
- Premio Venere Capitolina (2012)
- Premio Internazionale Roma Nel Cuore (2013)
- Medaglia Guido Carli dalla Libera università internazionale degli studi sociali Guido Carli (2014)
- Premio Internazionale Ettore Petrolini (2014)
- Premio Pianeta Azzurro (2017)
- Premio Renato Rascel (2019)
- Premio Anna Magnani (2019)